# Корпус генерала Шубникова
«Корпус генерала Шубникова» — художественный фильм режиссёра Дамира Вятич-Бережных, снятый Четвёртым творческим объединением киностудии «Мосфильм» по мотивам военных повестей «Кружок на карте» и «Эшелоны» Владимира Баскакова в 1980 году.

## Сюжет
Зима 1942 года. Формируется новый механизированный корпус под командованием генерал-майора Шубникова. В это время, согласно приказу Гитлера, четыре танковые дивизии должны быть переброшены из района Великие Луки — Ржев на помощь генералу Паулюсу, армия которого плотно окружена советскими войсками в районе Сталинграда. Перед Шубниковым Верховным командованием поставлена задача по прорыву немецкой обороны внезапным массированным ударом, создав при этом видимость крупного наступления, и, таким образом, сорвать переброску дивизий, необходимых для контрудара и последующего деблокирования частей, находящихся в сталинградском котле. Противник, не ожидавший на этом участке фронта наступления, вынужден для его парирования использовать резервные части, готовые к отправке в район Сталинграда для пополнения формирующейся ударной группировки группы армий «Дон» генерал-фельдмаршала Манштейна.
Выполнив поставленную перед корпусом боевую задачу по прорыву участка фронта и рейду по тылам противника, генерал Шубников организовал вывод вверенных ему частей и подразделений на соединение с основными силами армии. При поддержке артдивизиона, по бездорожью, в направление деревни Карпухино, с боями прорвались стрелковые части. Танки, сведённые в одну группу, выходили из района боёв через посёлок Кузьмичи. Транспортные машины пришлось сжечь, орудия подорвать, с собой взяли только стрелковое оружие и миномёты. Раненых вынесли на носилках.
Параллельно основному сюжету идёт рассказ о судьбе старшего лейтенанта Мальцева. Воевавший под началом генерала-майора Шубникова с начала войны после лечения в госпитале Мальцев был переведён в тыл на должность коменданта железнодорожной станции. Пользуясь случаем, он добивается перевода в сформированный корпус.
В первый же день службы, передвигаясь на мотоцикле в тылу наших войск, попал в ловушку, устроенную разведывательной группой противника. Немцам было важно узнать из первых рук информацию о прибывших частях. Раненый Мальцев попал в плен, был допрошен, но отказался от сотрудничества, при этом дезинформировав противника ложными сведениями о типе корпуса, в который был переведён накануне (ложное место службы пленного советского военнослужащего — кавалерийская часть) и предпочёл смерть.

## В ролях
- Анатолий Васильев — генерал-майор Николай Шубников
- Виктор Коршунов — генерал армии
- Евгений Леонов-Гладышев — Мальцев
- Марина Яковлева — Маша
- Сергей Проханов — Куценко
- Пётр Щербаков — Поливанов
- Алексей Эйбоженко — Бородин
- Владимир Пучков — Покровский
- Станислав Станкевич — Гитлер
- Паул Буткевич — Вагнер
- Николай Волков — Прохоров

## Съёмочная группа
- Автор сценария: Кирилл Рапопорт
- Режиссёр-постановщик: Дамир Вятич-Бережных
- Оператор-постановщик: Анатолий Николаев
- Художник-постановщик: Алексей Лебедев
- Композитор: Михаил Зив
- Звукооператор: А. Кособоков
- Дирижёр: Александр Петухов — Государственный симфонический оркестр кинематографии
- Текст песни: Михаил Матусовский

## Реальная основа и достоверность
По наиболее распространённому мнению фильм снят о действиях советского 1-го механизированного корпуса генерала М. Д. Соломатина во время Ржевской операции. На момент съёмок фильма операция «Марс» практически не была отражена в советской историографии, и фильм по повести участника операции — корреспондента газеты 1-го механизированного корпуса, хотя и пробивал молчание, но всё-таки слабо отражал её реальный ход:

…кинофильм «Корпус генерала Шубникова». Готов поручиться, что в основу его сценария легли реальные события, происходившие в 1-м механизированном.— А. И. Грибков — Записки офицера Генштаба. — М.: Мысль, 2000. — 156 с. — стр. 33

…и генерал Соломатин приказал жечь танки, машины и пробиваться в пешем строю обратно. Лишь два танка из почти сотни боевых машин вышли из окружения… Эта трагедия нашла отражение в фильме «Корпус генерала Шубникова», но далеко не в том виде, как было на самом деле.— Исповедь: о жизни простого человека в непростую эпоху / Владимир Клипель. — Хабаровск, 1995. — 272 с. — стр. 136

Когда смотришь фильм «Корпус генерала Шубникова», не покидает ощущение, что заказчики и авторы фильма будто пытались заново переиграть операцию «Марс». Они словно хотели преподнести её зрителю спустя тридцать пять лет после окончания войны такой, какой желали бы её видеть: с умелым руководством, малыми потерями и результатом, адекватным затраченным усилиям. Фильм был поставлен по повестям Владимира Баскакова, а он в годы войны бывал под Ржевом как военный корреспондент.— Роман с разведкой / Сергей Смирнов, 2020
Однако, также есть версия, что основа событий — рейд ноября 1942 года 6-го гвардейского танкового корпуса генерал-лейтенанта А. Л. Гетмана, когда прорвав оборону противника на Западном фронте, корпус углубился в тыл к немцам до 60 километров, серьезно нарушив коммуникации фашистов.

## Рецензии
- Калещук Ю. Не вырастет четвертая береза (Худож. фильмы «Вторжение», «Корпус генерала Шубникова», «Мы смерти смотрели в лицо») // Советская культура, 23 июня 1981. — с. 4